# سيرجيو لوبيز (لاعب كرة قدم برازيلي)
سيرجيو غونسالفيس لوبيز (11 يناير 1941 - 5 أغسطس 2024)، هو لاعب كرة قدم برازيلي محترف ومدير، لعب كلاعب خط وسط.
لعب سيرجيو لوبيز بالقميص رقم 10 للمنتخب البرازيلي في مباراتين، في أبريل 1966 في كأس برناردو أوهيغينز ضد تشيلي، عندما كان لاعبو كرة القدم من ريو غراندي دو سول يمثلون البرازيل. 

## روابط خارجية
- سيرجيو لوبيز (لاعب) على موقع ogol.com.br باللغة البرتغالية البرازيلية
- سيرجيو لوبيز (مدير) على موقع ogol.com.br باللغة البرتغالية البرازيلية